# Michał Gurgul
Michał Gurgul (Poznan, Gran Polonia, 30 de enero de 2006) es un futbolista polaco. Juega de defensa central y su equipo actual es el Lech Poznań de la Ekstraklasa, máxima categoría del fútbol polaco.

## Trayectoria
Con 5 años se incorporó a la Akademia Piłkarska Reissa Jarocin en noviembre de 2011 y realizó su formación infantil. En el año 2017 fue fichado por el club profesional Lech Poznań, donde finalizó las categorías infantiles y comenzó las juveniles. Fue parte de una selección sub-13 de Gran Polonia en 2019 y ganaron la medalla de oro en un torneo. En la temporada 2020-21 comenzó su primer año juvenil, con la sub-15 del club.
Firmó su primer contrato profesional en abril de 2021, con 15 años, entabló vínculo con la institución por 3 años. Comenzó la temporada 2021-22 con la sub-17 y al final de la temporada debutó en la sub-19 del club, a pesar de ser sub-16.
Para la temporada siguiente comenzó como titular con la sub-19, su buen nivel en la primera mitad le valió para ser citado y jugar un partido amistoso con la filial del club el 16 de noviembre de 2022, ingresó en el transcurso del segundo tiempo y empataron 1-1 con Warta Poznań. Fue ascendido a la reserva del club de manera permanente a comienzos de año y se incorporó a los entrenamientos. Debido a lesiones de defensas del primer equipo, fue ascendido al plantel principal y jugó de titular un partido amistoso de práctica el 21 de enero de 2023, vencieron 4-0 al Hansa Rostock. Fue inscripto como profesional el 24 de enero.
El 26 de febrero jugó su primer partido oficial en Lech Poznań II, fue parte de la zaga titular y derrotaron 1-0 al Radunia Stężyca en la fecha 20 de la tercera división del fútbol polaco. La fecha 21 volvió a ser titular con la filial y la siguiente fue convocado por primera vez al primer equipo.
Debutó como profesional el 12 de marzo de 2023, el entrenador lo mandó al campo de juego al minuto 61 y empataron 1-1 con Piast Gliwice. Disputó su primer encuentro oficial con 17 años y la camiseta número 15, luego de su debut firmó una extensión de su contrato, hasta el 30 de junio de 2026.

## Selección nacional
Michał ha sido internacional con la selección de Polonia en las categorías juveniles sub-14, sub-16, sub-17, sub-18 y sub-19.
En 2019 fue citado por la selección sub-14 polaca y jugó un partido amistoso contra Ucrania en octubre.
Volvió a ser convocado dos años después, esta vez a la sub-16, para unos partidos amistosos contra Eslovenia. Debutó en la categoría el 23 de noviembre de 2021, ingresó en el segunda tiempo y ganaron 1-4, dos días después fue titular y volvieron a ganar, por 1-3.
En marzo de 2022 volvió a tener minutos con la sub-16, fue citado para jugar un torneo UEFA de desarrollo, tuvo minutos contra la academia de la IFA y las selecciones de Israel y Austria. Dos meses después lo convocaron para jugar el Torneo Seis Naciones, participó en los encuentros contra Catar, Rumania y Noruega.
En noviembre de 2024 fue convocado por primera vez a la selección absoluta de Polonia, estuvo en el banco de suplentes contra Escocia por Liga de Naciones de la UEFA, no tuvo minutos y perdieron 1-2.

## Estadísticas

### Clubes
Actualizado al último partido citado el 2 de agosto de 2025.
| Club                           | Div.          | Temporada     | Liga  | Liga  | Liga   | Copas nacionales | Copas nacionales | Copas nacionales | Copas internacionales | Copas internacionales | Copas internacionales | Total | Total | Total  |
| Club                           | Div.          | Temporada     | Part. | Goles | Asist. | Part.            | Goles            | Asist.           | Part.                 | Goles                 | Asist.                | Part. | Goles | Asist. |
| ------------------------------ | ------------- | ------------- | ----- | ----- | ------ | ---------------- | ---------------- | ---------------- | --------------------- | --------------------- | --------------------- | ----- | ----- | ------ |
| K. K. S. Lech Poznań · Polonia | 1.ª           | 2022-23       | 3     | 0     | 0      | —                | —                | —                | 0                     | 0                     | 0                     | 3     | 0     | 0      |
| K. K. S. Lech Poznań · Polonia | 1.ª           | 2023-24       | 10    | 1     | 0      | 0                | 0                | 0                | 1                     | 0                     | 0                     | 11    | 1     | 0      |
| K. K. S. Lech Poznań · Polonia | 1.ª           | 2024-25       | 30    | 0     | 0      | 1                | 0                | 0                | —                     | —                     | —                     | 31    | 0     | 0      |
| K. K. S. Lech Poznań · Polonia | 1.ª           | 2025-26       | 2     | 0     | 0      | 1                | 0                | 0                | 2                     | 0                     | 1                     | 5     | 0     | 1      |
| K. K. S. Lech Poznań · Polonia | Total club    | Total club    | 45    | 1     | 0      | 2                | 0                | 0                | 3                     | 0                     | 1                     | 50    | 1     | 1      |
| Total carrera                  | Total carrera | Total carrera | 45    | 1     | 0      | 2                | 0                | 0                | 3                     | 0                     | 1                     | 50    | 1     | 1      |
| 1. 2.                          |               |               |       |       |        |                  |                  |                  |                       |                       |                       |       |       |        |

### Selección
Actualizado al último partido citado el 17 de junio de 2025.
| Selección          | Temporada         | Continental | Continental | Continental | Mundial | Mundial | Mundial | Amistosos | Amistosos | Amistosos | Total | Total | Total  |
| Selección          | Temporada         | Part.       | Goles       | Asist.      | Part.   | Goles   | Asist.  | Part.     | Goles     | Asist.    | Part. | Goles | Asist. |
| ------------------ | ----------------- | ----------- | ----------- | ----------- | ------- | ------- | ------- | --------- | --------- | --------- | ----- | ----- | ------ |
| Sub-16 · Polonia   | 2021              | —           | —           | —           | —       | —       | —       | 2         | 0         | 0         | 2     | 0     | 0      |
| Sub-16 · Polonia   | 2022              | —           | —           | —           | —       | —       | —       | 5         | 0         | 0         | 5     | 0     | 0      |
| Sub-16 · Polonia   | Total sel.        | 0           | 0           | 0           | 0       | 0       | 0       | 7         | 0         | 0         | 7     | 0     | 0      |
| Sub-17 · Polonia   | 2022-23           | 7           | 0           | 0           | 3       | 0       | 0       | 2         | 0         | 0         | 12    | 0     | 0      |
| Sub-17 · Polonia   | Total sel.        | 7           | 0           | 0           | 3       | 0       | 0       | 2         | 0         | 0         | 12    | 0     | 0      |
| Sub-18 · Polonia   | 2023              | —           | —           | —           | —       | —       | —       | 6         | 0         | 0         | 6     | 0     | 0      |
| Sub-18 · Polonia   | Total sel.        | 0           | 0           | 0           | 0       | 0       | 0       | 6         | 0         | 0         | 6     | 0     | 0      |
| Sub-19 · Polonia   | 2024-25           | 5           | 1           | 0           | —       | —       | —       | 3         | 0         | 0         | 8     | 1     | 0      |
| Sub-19 · Polonia   | Total sel.        | 5           | 1           | 0           | 0       | 0       | 0       | 3         | 0         | 0         | 8     | 1     | 0      |
| Sub-21 · Polonia   | 2024-25           | 2           | 0           | 0           | —       | —       | —       | -         | -         | -         | 2     | 0     | 0      |
| Sub-21 · Polonia   | Total sel.        | 2           | 0           | 0           | 0       | 0       | 0       | 0         | 0         | 0         | 2     | 0     | 0      |
| Absoluta · Polonia | 2024              | 0           | 0           | 0           | —       | —       | —       | -         | -         | -         | 0     | 0     | 0      |
| Absoluta · Polonia | Total sel.        | 0           | 0           | 0           | 0       | 0       | 0       | 0         | 0         | 0         | 0     | 0     | 0      |
| Total selecciones  | Total selecciones | 14          | 1           | 0           | 3       | 0       | 0       | 18        | 0         | 0         | 35    | 1     | 0      |
| 1. 2.              |                   |             |             |             |         |         |         |           |           |           |       |       |        |

## Palmarés

### Títulos nacionales
| Título      | Club                 | País    | Año  |
| ----------- | -------------------- | ------- | ---- |
| Ekstraklasa | K. K. S. Lech Poznań | Polonia | 2025 |

### Distinciones individuales
| Distinción                    | Año  |
| ----------------------------- | ---- |
| Nominado al Premio Golden Boy | 2025 |